# Undervegetation
Undervegetation är ett annat ord för mindre växtlighet som växer på marken, till exempel gräs, sly, blommor, mindre buskar, etc.
Inom skogsvård pratar man om undervegetation som den växtlighet som växer under den skog som man vill avverka eller låta stå kvar.
Inom djurhållningen pratar man om undervegetation som den växtlighet som växer upp under ett elstängsel. Undervegetationen bör hållas så kort som möjligt, antingen genom avverkning eller genom att djuren själva sticker ut huvudet och betar av den. Risken är annars att den jordar stängslet, dvs. att energin eller potentialen i stängslet sjunker på grund av den ström som passerar undervegetationen.